# Sofía León
Sofía Belén León Noble conocida como Sofía León es una cantante uruguaya de música popular uruguaya, tango, pop latino y balada romántica nacida en Montevideo, el 26 de febrero de 1998.

## Formación
A los ocho años comenzó a estudiar en la Escuela de Música Hugo Balzo donde se instruyó en canto, guitarra, lectoescritura, historia de la música y danza.

Al egresar, en el año 2010, continuó estudiando canto y guitarra con Marcos Martínez.

En el año 2012 empezó a tomar clases de canto y técnica vocal con la licenciada en fonoaudiología Sara Dufau con quien continúa estudiando actualmente.

A mediados del 2013 ingresa a la Orquesta Escuela de Tango Destaoriya donde aprende la interpretación del género característico del Río de la Plata con los profesores Raúl Jaurena, Rubén de Lapuente y Ledo Urrutia. Egresa de la misma tres años más tarde.

En 2015 estudia interpretación con la actriz Julieta Denevi.

Desde el año 2016 y hasta la actualidad, estudia Fonoaudiología en la Escuela Universitaria de Tecnología Médica de la Universidad de la República (Udelar).

En 2017 asiste al Curso de Profesionalización Artística Guitarra Negra con los docentes Esteban Klísich, Rubén Olivera, Carlos Viana y Tabaré Arapí entre otros.

## Escenarios

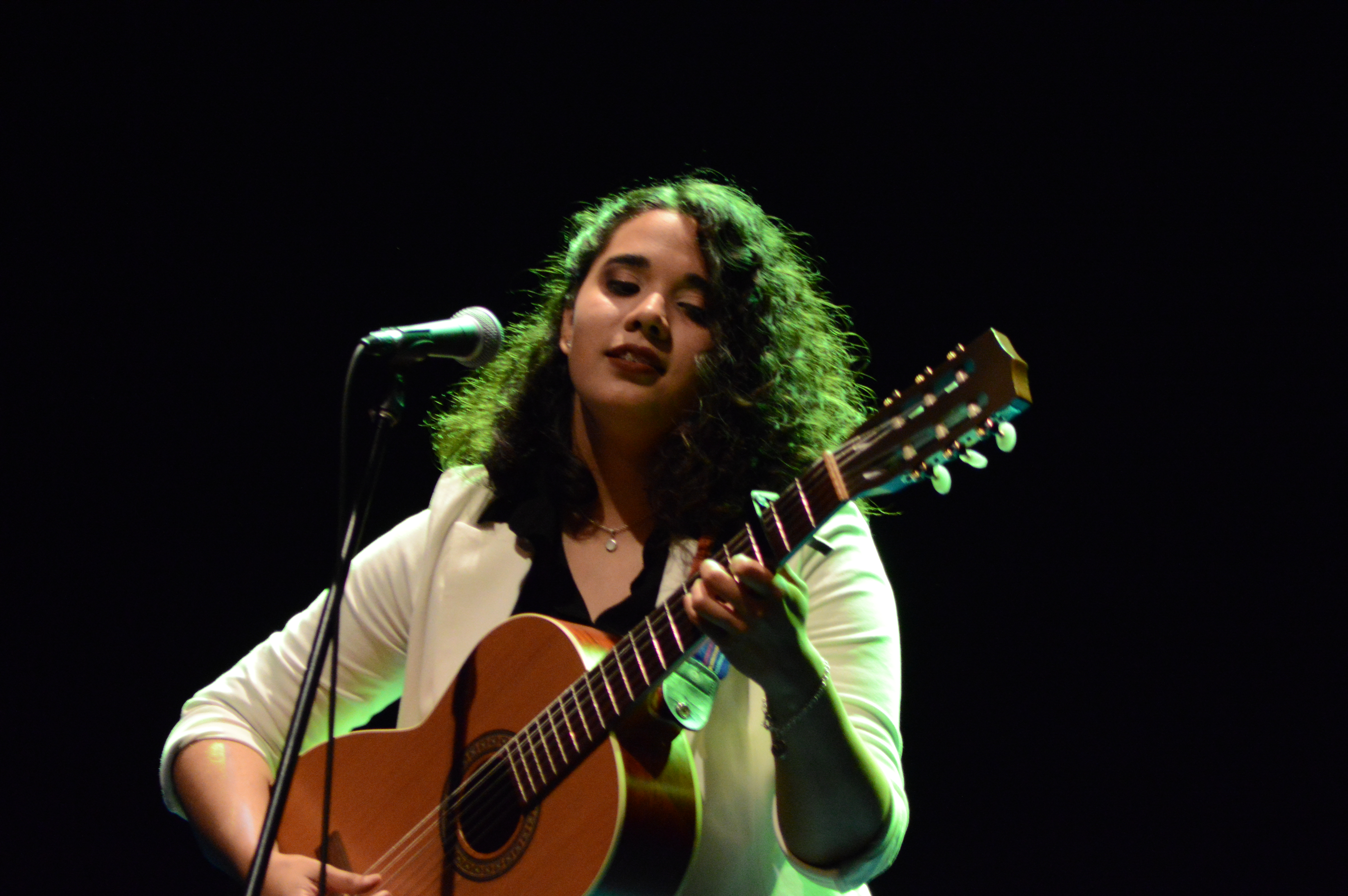
Sofía León acompañada de su guitarra

### Concurso de Canto Latinoamericano Guitarra Negra
2017 – Finalista del XIII Concurso de Canto Latinoamericano Guitarra Negra; Sala Zitarrosa, 13 de diciembre de 2017.

### Tribuby's
2017 – Cantante en humoristas Tribuby’s de Carnaval de las promesas, actuando en el Teatro de Verano y obteniendo el Primer premio en la categoría; Teatro de Verano, 2, 8 y 18 de enero de 2017.

### Junto a Sie7e
2016 – Invitada por Sie7e a cantar en su actuación en Montevideo Music Box. El cantante y compositor puertorriqueño, ganador del Grammy Latino, la invita a cantar junto a él; Montevideo Music Box, 24 de septiembre de 2016.

### Orquesta de Tango Destaoriya
2013 a 2015 – Cantante en Orquesta de Tango Destaoriya actuando en grandes escenarios como Teatro Solís, Sala Zitarrosa, Teatro Uamá, Teatro España, Hipódromo de Maroñas y más.

### Ópera Hansel y Gretel
2013 – Participación en el coro de niños en ópera Hansel y Gretel junto a la Orquesta Sinfónica del Sodre, cantantes solistas de primer nivel, bailarines de la Escuela Nacional de Danza; Auditorio Nacional Adela Reta, los días 10, 12, 13, 14, 16, 17, 19, 20 y 21 de julio de 2013

## Grabaciones
2014 – Grabación en Sondor del tango “Manantiales” junto a Hugo Fattoruso, canción que obtuvo el primer lugar en los Premios Nacionales de la Música organizado por el Ministerio de Educación y Cultura el 7 de julio de 2014.